# Istorija muzike
Muzika je prisutna u svakoj poznatoj kulturi, prošloj i sadašnjoj. Ona znatno varira između vremenskih perioda i lokacija. Pošto svi ljudi na svetu, uključujući i najizolovanije plemenske grupe, imaju oblik muzike, može se zaključiti da je muzika verovatno bila prisutna u populaciji predaka pre raspršivanja ljudi širom sveta. Prema tome, muzika je možda postojala najmanje 50.000 godina, a prva muzika je možda izmišljena u Africi i onda evoluirala da postane fundamentalni sastavni deo ljudskog života.

## Primitivna muzika
Prvi zvuci su se svodili na oponašanje zvukova u prirodi.

## Muzika početaka civilizacija
Najstarija pronađena pesma (4000. p. n. e.) je u Mesopotamiji, u gradu Ur. Instrumenti Mesopotamije bili su harfa, lira, lutnja, frula, gajde i bubnjevi. U staroj Grčkoj već dolazi do stvaranja horova, i pridaje se važnost muzičkom obrazovanju. Njihovi žičani instrumenti bili su lira i kitara.
U ranu muziku može se ubrojiti narodna ili tradicionalna muzika, mesopotamska muzika, egipatska muzika, iranska muzika, starogrčka muzika, jevrejska muzika, rimska muzika, arapska muzika, itd.

## Rana muzika
U ovu grupu se ubrajaju:
- Andaluzijska klasična muzika
- Arapska klasična muzika
- Gagaku, japanska klasična muzika
- Gamelan, indonezijska klasična muzika
- Korejska klasična muzika
- Azijska muzika
- Kineska muzika, stara 3000 godina, izvodila se na kineskom dvoru
- Japanska muzika
- Indijska klasična muzika (karnatska i hindustanska)
- Iranska muzika
- Evropska klasična muzika: starogrčka muzika, rimska muzika, vizantijska muzika

Rana muzika je termin koji označava muziku od pada Rimskog carstva 476. do kraja baroka, sredinom 18. veka. Narodna muzika ovde zasigurno ima svoje temelje.
Istorija evropske umetničke muzike:
- Srednjevekovna muzika (476. – 1400.)
- Renesansna muzika (1400. – 1600.)
- Barokna muzika (1600. – 1760.)
- Klasična muzika (1730. – 1820.)
- Romantičarska muzika (1815. – 1910.)
- Savremena muzika (1910. – 2025.)

## Srednjevekovna muzika
Jevrejska tradicija pevanja psalama u sinagogama snažno utiče na hrišćansko pevanje. Ovdje ulaze brojni monofoni gregorijanski napevi (ustanovio papa Gregur I) kao liturgijska muzika katoličke crkve, stariji od 800., dominantni oko 1100. godine. Polifono pevanje razvija se pri kraju ovog perioda i u renesansi.
Pojava trubadura u Zapadnoj Evropi, koji su pevali i svirali. Otvaranje muzičkih škola za glasovno pevanje. Uglavnom je crkva bila ta koja je mogla sebi priuštiti čuvanje i pisanje muzičkih zapisa na skupim manuskriptima, tako da većinom muzički zapisi tog perioda tako čuvani. Mnoga muzika ovog perioda se vodi pod pseudonimom (anonymus).
Ovde je sa balkanskih prostora potrebno spomenuti pre svega srpsku srednjevekovnu muziku, koja se razvijala u ono doba po dvorovima, a i manastirima. Pavle Aksentijević je jedan od interpretatora sličnosti srpske muzike tog doba, sa zapadnim muziciranjem. Dolaskom Turaka došlo je do drastičnih promena, samo su gusle, frula, možda tambura, bile uzete i nošene, te u prigodama i uz vokalno pevanje korištene. Hrvatska je bila pod uticajem zapadnih zbivanja i tokom renesanse.
Jovan Kukuzelj (1280. – 1360.) bio je srednjevekovni kompozitor, pevač i reformista Istočne pravoslavne crkve. Rođen je na jadranskoj obali današnje Albanije, majka mu je bila Bugarka, otac mu je umro u mladoj dobi. Kukuzelj je obrazovanje primio u Konsantinopolju u dvorskoj vokalnoj školi i bio je jedan od vodećih muzičara tog vremena. Bio je omiljen kod vizantijskog cara i glavni pevač hora, preselio se kasnije na goru Atos i vodio monaški način života u velikoj lavri. Zbog njegove pevačke sposobnosti, prozvan je anđeoskim glasom. Oko 90 njegovih dela je sačuvano do danas. Kukuzelj je proglašen svecem od strane Istočne pravoslavne crkve.

## Renesansna muzika
Renesansnu muziku karakteriše veća upotreba instrumentalne muzike. Pojava bas instrumenata. Renesansa u muzici nije započela u Italiji, već u Belgiji, Flamaniji, Holandiji i severnoj Francuskoj. Najpoznatiji kompozitori te Burgundijske škole, sredinom 15. veka bili su Gijom Dife, Žil Benšua, i Antoan Bjunua. Sredinom 15. veka kompozitori i pevači su počeli da struje Evropom, da dolaze u Rim, kod papa, na posede vladara, vojvoda, pogotovo na sever Italije. Osnovne forme sakralne muzike tad su bile: misa, motet, madrigal i laude; svetovne forme su bile: šansona (balada, rondo), frotola, kanconeta i kasnije madrigal.
Instrumentalni žanrovi za plesanje bili su: bas dans, pavane, a galjarde, an alemandi ili kuranti.
Izum štamparske mašine stroja doprineo je širenju muzike. Francusko-flamanski muzičari su se širili Evropom. Najpoznatiji su kompozitori: Johanes Okeghem, Jakob Obreht, Nikoa Gombert i Žosken Depre, verovatno najpoznatiji kompozitor pre Palestrine, koji je tokom 16. veka bio najbolji u svim formama.
Sredinom 16. veka došle su nove promene u muzici, poznati kompozitori tog perioda su Đovani Pjerluiđi da Palestrina, Karlo Đesualdo. Pojavljuju se škole, po čemu je posebno poznata Venecija. Razvija se orkestracija. Poznati kompozitori Venecije su bili: Gabrielis, Andrea i Điovani, kao i Klaudio Monteverdi, jedan od najpoznatijih kraja ere renesanse. U Engleskoj su se javili kompozitori kao Tomas Talis i Vilijam Berd, koji su pisali crkvenu muziku, bili su tu i Tomas Morli, Džon Vlbi i Tomas Velks.
U Španiji se javio Tomas Luis de Viktorija i stvarao je muziku sličnu Palestrini. Gitara se pojavila kao novi instrument u Evropi i mnogi su za nju pisali muziku. U Francuskoj su stvarali Gijom Kostle i Klod le Jen.
Jedna od najrevolucionarnijih pojava desila se u Firenci (1570. – 1580.), radom florentinskih kamerata, koji su obnavljali muziku starih Grka. Njima je rukovodio Vinčenco Galilej, te Điulio Kačini. Plod njihovog rada bila je forma poznata danas kao opera. Prva opera napisana oko 1600. označava kraj renesanse i početak baroka.

## Barokna muzika
Razvoj sonate i koncerta kao svetovnih formi muzike. Čembalo je dominantan instrument.
- Rana barokna muzika (1600. – 1654.): Klaudio Monteverdi (1567. – 1643.), Hajnrih Šulc (1585. – 1672.), Đirolamo Freskobaldi (1583. – 1643.), Tomas Kampion (1567. – 1620.), Žak Šambonjer (1601. – 1672.).
- Srednja barokna muzika (1654. – 1707.): Mark-Antoan Šarpantje (1643. – 1704.), Žan-Batist Lili (1632. – 1687.), Arkanđelo Koreli (1653. – 1713.), Ditrih Bukstehude (1637. – 1707.), Henri Persel (1659. – 1695.), Johan Pahelbel (1653. – 1706.), Mišel-Rišar Delaland (1657. – 1726.).
- Kasna barokna muzika (1707. – 1760.): Georg Fridrih Hendl (1685. – 1759.), Johan Sebastijan Bah (1685. – 1750.), Žan Filip Ramo (1683. – 1764.), Fransoa Kupren (1688. – 1733.), Antonio Vivaldi (1678. – 1741.), Žan-Mari Lekler (1697. – 1764.), Đuzepe Tartini (1692. – 1770.), Johan Adolf Has (1699. – 1783.).

## Klasični period muzike
Klavir zamenjuje čembalo kao instrument. Rani klasični period otvorio je Manhejmsku školu, tu ulaze kompozitori kao Johan Stamic, Franc Ksaver Rihter, Karl Stamic, i Kristijan Kanabih, koji su uticali na Jozefa Hajdna i preko njega na druge. Volfgang Amadeus Mocart je centralna figura ovog perioda u svim muzičkim vrstama. Ludvig van Betoven i Franc Šubert su tranzicionalni kompozitori u romantičnom periodu.

## Romantičarski period muzike
Muzika je u ovom periodu postala više emocionalna i sledila književnost, filozofiju i umetnost. Poznati kompozitori su Šuman, Šopen, Mendelson, Belini i Berlioz, zatim u drugoj polovini perioda Štraus mlađi, Brams, List, Čajkovski, Verdi i Vagner. Između 1890. i 1910. naišao je treći talas kompozitora: Dvožak, Mahler, R. Štraus, Pučini, Sibelius, zatim i ostali: Grig, Sen-Sans, Fore, te Frank.

## Savremena muzika
Dolazi do razvoja radija, drugih medija i tehnologija, te razvoja električnih instrumenata.

## Literatura
- Lee, Yuan-Yuan and Shen, Sinyan (1999). Chinese Musical Instruments (Chinese Music Monograph Series). Chinese Music Society of North America Press. ISBN 978-1-880464-03-8.
- Shen, Sinyan (1987). „Acoustics of Ancient Chinese Bells”. Scientific American. 256 (4): 94. doi:10.1038/scientificamerican0487-104.
- Merker, Brown, Steven, eds (2000). The Origins of Music. The MIT Press. ISBN 978-0-262-23206-7..
- Reese, Gustave (1954). Music in the Renaissance. ISBN 978-0-393-09530-2.. New York, W.W. Norton & Co.
- Bangayan, Phil, Bonet, Giselle and Ghosemajumder, Shuman (2002) "Digital Music Distribution" (History of the Recorded Music Industry), MIT Sloan School of Management.
- Hoppin, Richard H.. (1978). Medieval Music. ISBN 978-0-393-09090-1.. New York, W.W. Norton & Co.
- Schwartz, Elliot and Godfrey, Daniel (1993). Music Since 1945. Simon & Schuster Macmillan. ISBN 978-0-02-873040-0.
- Kilmer, Crocker, Brown, (1976). Sounds from Silence., Bit Enki, Berkeley, Calif., LCCN 76--16729.
- Helmholtz,. Sensations of Tone. Dover.
- Harman, Carter (1956). A Popular History of Music: From Gregorian Chant to Jazz. Dell. The author was a music reporter for the New York Times and music editor of Time, as well as a composer.
- Deschênes, Bruno (2002). „Inuit Throat-Singing”. Musical Traditions. The Magazine for Traditional Music Throughout the World.
- Diószegi, Vilmos (1960). Sámánok nyomában Szibéria földjén. Egy néprajzi kutatóút története (на језику: Hungarian). Budapest: Magvető Könyvkiadó. The book has been translated to English: Diószegi, Vilmos (1968). Tracing shamans in Siberia. The story of an ethnographical research expedition. Translated from Hungarian by Anita Rajkay Babó. Oosterhout: Anthropological Publications.
- Hoppál, Mihály (2006). „Music of Shamanic Healing”.  Ур.: Kilger, Gerhard. Macht Musik. Musik als Glück und Nutzen für das Leben. Köln: Wienand Verlag. ISBN 978-3-87909-865-1.
- Nattiez, Jean Jacques. „Inuit Games and Songs • Chants et Jeux des Inuit”. Musiques & musiciens du monde • Musics & musicians of the world. Montreal: Research Group in Musical Semiotics, Faculty of Music, University of Montreal.. The songs are online available from the ethnopoetics website curated by Jerome Rothenberg.
- Steven Mithen, (2006). The Singing Neanderthals: the Origins of Music, Language, Mind and Body..
- Sorce Keller, M. "Origini della musica", in Alberto Basso (eds.), Dizionario Enciclopedico Universale della Musica e dei Musicisti, Torino, UTET, III (1984), 494- 500.
- Parncutt, R (2009). „Prenatal and infant conditioning, the mother schema, and the origins of music and religion.” (PDF). Musicae Scientiae, Special issue on Music and Evolution (Ed. O. Vitouch & O. Ladinig), 119-150. Архивирано из оригинала (PDF) 05. 06. 2011. г.
- Hagen, EH and; Hammerstein, P (2009). „Did Neanderthals and other early humans sing? Seeking the biological roots of music in the loud calls of primates, lions, hyenas, and wolves” (PDF). Musicae Scientiae.
- Ellen Hickmann, Anne D. Kilmer and Ricardo Eichmann, (ed.) (2001). Studies in Music Archaeology III. ISBN 978-3-89646-640-2., VML Verlag Marie Leidorf GmbH., Germany.
- Wallin, Nils, Bjorn Merker, and Steven Brown, eds., (2000). The Origins of Music. MIT Press. ISBN 978-0-262-23206-7. ( Cambridge, MA.). Compilation of essays.
- Engel, Carl, (1870). The Music of the Most Ancient Nations.. Wm. Reeves, 1929.
- Haik Vantoura, Suzanne (1976) (1978). The Music of the Bible Revealed. ISBN 978-2-249-27102-1.
- Nettl, Bruno (1956). Music in Primitive Culture. Harvard University Press.
- Sachs, Curt, (1943). The Rise of Music in the Ancient World, East and West.. W.W. Norton,
- Sachs, Curt, (1965). The Wellsprings of Music, McGraw-Hill..
- Smith, Hermann, (1904). The World's Earliest Music., Wm. Reeves,

## Spoljašnje veze
- -author= -
- -author= -